# Joseph Gallo (Mafioso)

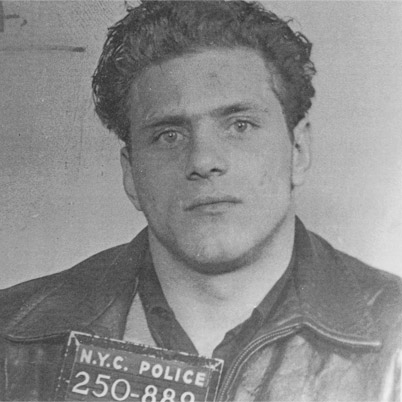
Joseph „Joey“ Gallo – Mugshot

Joseph „Joey“ Gallo, auch bekannt als „Crazy Joe“ (englisch: „Verrückter Joe“), „Joe The Blond“  (englisch: „Joe der Blonde“), (* 7. April 1929 in Red Hook, Brooklyn, New York; † 7. April 1972 in New York City) war ein italo-amerikanischer Mobster und Mitglied der Profaci-Familie in New York City, die später als Colombo-Familie klassifiziert wurde.
Gallo und seine beiden Brüder Lawrence Gallo und Albert „Kid Blast“ Gallo entfachten einen der blutigsten Konflikte in der Geschichte der Cosa Nostra.

## Leben

### Die Anfänge
Der Sohn italienischer Eltern machte sich zusammen mit seinen beiden Brüdern in den Kreisen der Cosa Nostra schnell einen Namen als Auftragsmörder und wird mit dem Mord an Albert Anastasia in Verbindung gebracht.
Joseph Gallo war ein schillernder Charakter und eine redselige Persönlichkeit. Ihm wird nachgesagt, in seiner Wohnung in der President Street einen Löwen als Haustier gehalten zu haben, der im Keller angekettet war. In den 1950er Jahren bekam er aufgrund seiner blonden Haare den Beinamen „Joey the Blonde“ verpasst. Über den weitaus bekannteren Spitznamen „Crazy Joe“ sagte der frühere New Yorker Chef-Ermittler der Polizei Albert Seedman einmal: „Gallo schlug immer genau dann zu, wenn seine Opfer es am wenigsten erwarteten, so gab man ihm den Namen Crazy Joe.“
Joseph Gallo war mehrfach verheiratet. Seine erste Frau Jeffie, von der nicht viel mehr als ihr Vorname bekannt ist, ließ sich von ihm scheiden und heiratete ihn im Juli 1971 ein zweites Mal. Nachdem auch diese zweite Ehe mit Jeffie gescheitert war, lernte Joe Gallo Sina Essary – eine 29-jährige Italoamerikanerin – kennen, die er gut drei Wochen vor seinem Tod im März 1972 ehelichte. Gallo war heimlicher Besitzer diverser Nachtclubs auf der Eighth Avenue. Unter anderem verdiente er sein Geld auch durch illegales Glücksspiel.
In den 1960er Jahren versuchte Gallo sich mit afroamerikanischen Gangstern anzufreunden, da er das als lukrativer einschätzte, als sie – wie es sonst in den Mafiafamilien üblich war – zu bekämpfen. Diese Idee, die führenden Köpfe der afroamerikanischen und italienischen Unterwelt zu vereinen, war ein lebenslang gehegter Wunsch von Joseph Gallo und wurde später von verschiedenen Capos und Bossen wieder aufgegriffen.
Eines von Gallos großen Hobbys war das Lesen anspruchsvoller Literatur. Zu seiner Lektüre zählten unter anderem die Werke von Franz Kafka, Jean-Paul Sartre, Albert Camus, Alexandre Dumas, Victor Hugo, Ayn Rand und seines großen Vorbilds Niccolò Machiavelli.
Gallos Lebensphilosophie lautete: „Wenn du ein Taxifahrer bist, dann sei der beste Taxifahrer der Welt, wenn du ein Gangster bist, dann sei der Beste und gib dich nie mit dem Zweitbesten zufrieden.“
Donald Frankos, ein ehemaliger Mithäftling Gallos, beschrieb ihn wie folgt: „Joey war äußerst redegewandt. Er konnte darüber, wie man einem Kerl die Gedärme rausreißt, genauso leicht und frei erzählen, wie über klassische Literatur.“ (Während ihrer gemeinsamen Zeit im Gefängnis hatte Gallo Donald Frankos in die Lehren und Prinzipien seines Helden und Vorbildes Niccolò Machiavelli eingeführt.) Gallo galt als Außenseiter unter den anderen italienischen Häftlingen, da er oft mit afroamerikanischen Insassen gesehen wurde. Insbesondere soll er Mentor des Afroamerikaners Leroy Barnes gewesen sein, der nach seiner Haftentlassung in Harlem eine Bande nach Vorbild der Mafia gründete und damit den dortigen Drogenhandel beherrschte.

### Der Gallo-Profaci-Krieg
In den späten 1950er Jahren versuchte Joe Gallo den Mafiaboss Joseph Profaci zu stürzen, um so einen Machtwechsel an der Spitze zu erreichen. Bei diesem Vorhaben bekam er tatkräftige Hilfe von seinen beiden Brüdern Larry und Albert. Da Profaci zu dieser Zeit bei den Mitgliedern seiner Familie sehr unbeliebt war, sahen die Gallos und ihr Mitverbündeter Carmine Persico eine gute Chance, Profaci zu stürzen. Der vermeintliche Verbündete Persico wechselte jedoch später die Seite und glättete die Wogen wieder innerhalb des Clans, sodass es nun doch zu keinem Machtwechsel kam.
Als Oberhaupt der Familie konnte Profaci den Umsturzversuch nicht auf sich beruhen lassen und ließ im Mai 1961 einen Mordanschlag auf Gallo verüben, der jedoch fehlschlug. Profaci gelang es jedoch, John Scimone als Spion in Gallos Crew einzuschleusen, welcher die Ermordung von Joseph „Joe Jelly“ Gioelli, einem Gangmitglied der Gallos, organisierte.
Profacis Männer entführten Gioelli und fuhren mit ihm in einem Fischerboot zur Sheepshead Bay in Brooklyn. Dort wurde Gioelli erschossen und zerstückelt. Seine Kleidung wurde mit toten Fischen ausgestopft und vor ein Restaurant, welches die Gallo-Gang häufig aufsuchte, geworfen.
Am 20. August 1961 wurde Gallos Bruder Larry zu einem Treffen in der Sahara Lounge, einem Strip-Club in Brooklyn, gelockt. Als er den Club betrat, wurde er von Profacis Männern (unter ihnen soll auch Carmine Persico gewesen sein) umzingelt. Sie versuchten, ihn zu erdrosseln. Ein vorbeikommender Polizist, der zufällig den Laden betrat, irritierte die Täter, die ihre Tat nicht zu Ende brachten, und so kam Larry Gallo mit dem Leben davon. Daraufhin wollten die Gallos Rache für den geplanten Mord an Larry nehmen und überfielen Carmine Persico; dieser trug Schusswunden am Arm und im Gesicht davon, überlebte aber den Feuerüberfall auf seinen Wagen.

### Gefängnisaufenthalt
Ende des Jahres 1961 gelang dem FBI ein Schlag gegen die Gallo-Brüder, und insbesondere „Crazy Joe“ Gallo wurde wegen Erpressung verhaftet und zu zehn Jahren Haft verurteilt. Die verbliebenen Mitglieder der Gallo-Fraktion agierten aber weiter gegen Profaci.
Als dieser am 7. Juni 1962 an Leberkrebs starb, hätte der Konflikt beendet sein können, allerdings nahm Joseph „Joe Malayak“ Magliocco dessen Platz als Oberhaupt ein. Einige Mitglieder der Kommission – insbesondere Carlo Gambino und Tommy Lucchese – und auch die Gallos waren mit dieser Entscheidung nicht einverstanden.
„Crazy Joe“ war ein gerissener und hinterhältiger Mann, der mehrmals versuchte, Mitgefangene mit Strychnin versetzten Speisen zu vergiften. Während eines Aufstandes im Auburn-Gefängnis rettete Gallo einen schwer verwundeten Vollzugsbeamten. Dieser sagte später vor Gericht für Gallo aus, was ihm eine Strafminderung einbrachte. Gallo wurde im Februar 1971 aus der Haft entlassen. Im Gefängnis hatte er Leroy Barnes kennengelernt und diesen in der Organisation einer Bande unterwiesen. Barnes hatte daraufhin einen florierenden Heroinhandel in Harlem aufgebaut.

### Attentat auf Joe Colombo
Vier Monate später, am 28. Juni 1971, wurde Joseph Colombo, der neue „Acting-Boss“ der Profaci-Familie, auf einer Kundgebung der Italian-American Civil Rights League vom Gangster Jerome Johnson angeschossen. Colombo fiel daraufhin in ein Wachkoma, aus dem er bis zu seinem Tod im Jahre 1978 nicht mehr erwachen sollte. Der Attentäter wurde direkt im Anschluss der Tat von Colombos Leibwächtern erschossen. Da es sich bei dem Täter um einen Afroamerikaner gehandelt hatte, wurde darüber spekuliert, ob Gallo der Auftraggeber für den Anschlag auf Colombo wäre, jedoch konnte dies nie mit Sicherheit geklärt werden.

### Gallos Tod
Am 7. April 1972 feierte Joe Gallo seinen 43. Geburtstag in Umberto’s Clam House, einem Restaurant in Little Italy. Unter den Gästen befand sich unter anderem auch Gallos Leibwächter Peter „Pete the Greek“ Diapoulas.
Ein bewaffneter Mann stürmte das Lokal und eröffnete das Feuer aus Schusswaffen mit den Kalibern 32. Gallo, der mit seinen Freunden an einem Tisch saß, wurde zwei Mal getroffen. Den Leibwächter Peter Diapoulas traf eine Kugel in der Hüfte, und er überlebte nur knapp. Gallo taumelte aus dem Restaurant hinaus auf die Straße, wo der Attentäter Gallo noch weitere drei Mal in den Oberkörper schoss. Einige Minuten später traf eine Polizeistreife am Tatort ein, welche den angeschossenen Joe Gallo ins nahe gelegene Krankenhaus brachte. Dort verstarb er kurze Zeit später aufgrund des hohen Blutverlustes.
Die Auftragsmörder konnten in ihrem Wagen entkommen; sie wurden nie identifiziert. Der Informant und Pentito Joe Luparelli behauptete, dass es sich bei Gallos Mördern um Carmine „Sonny Pinto“ DiBiase und zwei Brüder, die er nur unter den Namen Cisco und Benny kannte, gehandelt habe. Er sagte auch aus, dass Phillip Gambino ebenfalls in den Mord verwickelt gewesen sei. Trotz der Aussagen von Joe Luparelli wurde keiner dieser Männer wegen des Mordes angeklagt.
Untersuchungsbeamte gingen von einer anderen These aus. Danach war dieses Attentat durch Joseph Yacovelli, dem kurzzeitigen Oberhaupt der Colombo-Familie, angeordnet, ausgeführt habe es Frank Sheeran. Dadurch sollte der unter Joseph Profaci begonnene Konflikt, der eigentlich bereits seit 1963 formal unter Joseph Magliocco als beendet galt, nun definitiv durch den Tod Gallos aufgelöst werden. 2003 gab Frank Sheeran kurz vor seinem Tod seine Beteiligung an dem Mord zu.

## Adaptionen
- Der Roman „The Gang That Couldn’t Shoot Straight“ und die spätere Verfilmung Wo Gangster um die Ecke knallen, sind vom Leben Joey Gallos inspiriert. Gallos Figur wurde im Film von Schauspieler Jerry Orbach verkörpert. Gallo und Orbach waren langjährige Freunde. Orbach war auch auf Joe Gallos Beerdigung zugegen.
- Im Film Der Pate – Teil II überlebt Frankie Pentangeli, gespielt von Micael V. Gazzo, einen versuchten Mordanschlag durch Strangulation. Diese Szene ist dem Anschlag auf Larry Gallo nachempfunden.
- Die Figur des „Joey Zasa“ in Der Pate III basiert auf Joey Gallo.
- Iggy Pops Song „Play It Safe“ beinhaltet die Textzeile „slippin‘ and slidin‘ like Joey Gallo“.
- In Carlo Lizzanis Film Testament in Blei („Crazy Joe“) spielt der Schauspieler Peter Boyle Joe Gallo.
- In Martin Scorsesees GoodFellas – Drei Jahrzehnte in der Mafia verweist Henry Hill, gespielt von Ray Liotta, in einer Szene auf Joe Gallo.
- In einer Episode der zweiten Staffel der HBO-Serie Die Sopranos erklärt der Regisseur Jon Favreau, er möchte einen Film über Gallos Leben drehen.
- Bob Dylans Song „Joey“ handelt von Joey Gallos Leben.
- In Reine Nervensache werden die Gallo-Brüder kurz von Robert De Niros Charakter „Paul Vitti“ erwähnt.
- In Legend vergleicht Angelo Bruno (gespielt von Chazz Palminteri) die Kray-Zwillinge mit den Gallo-Brüdern.
- Im Film The Irishman (2019) wird Gallo von Sebastian Maniscalco dargestellt.
- In dem Film Mob Town aus dem Jahr 2019 wird Gallo durch Kyle Stefanski verkörpert.